# University of Arizona

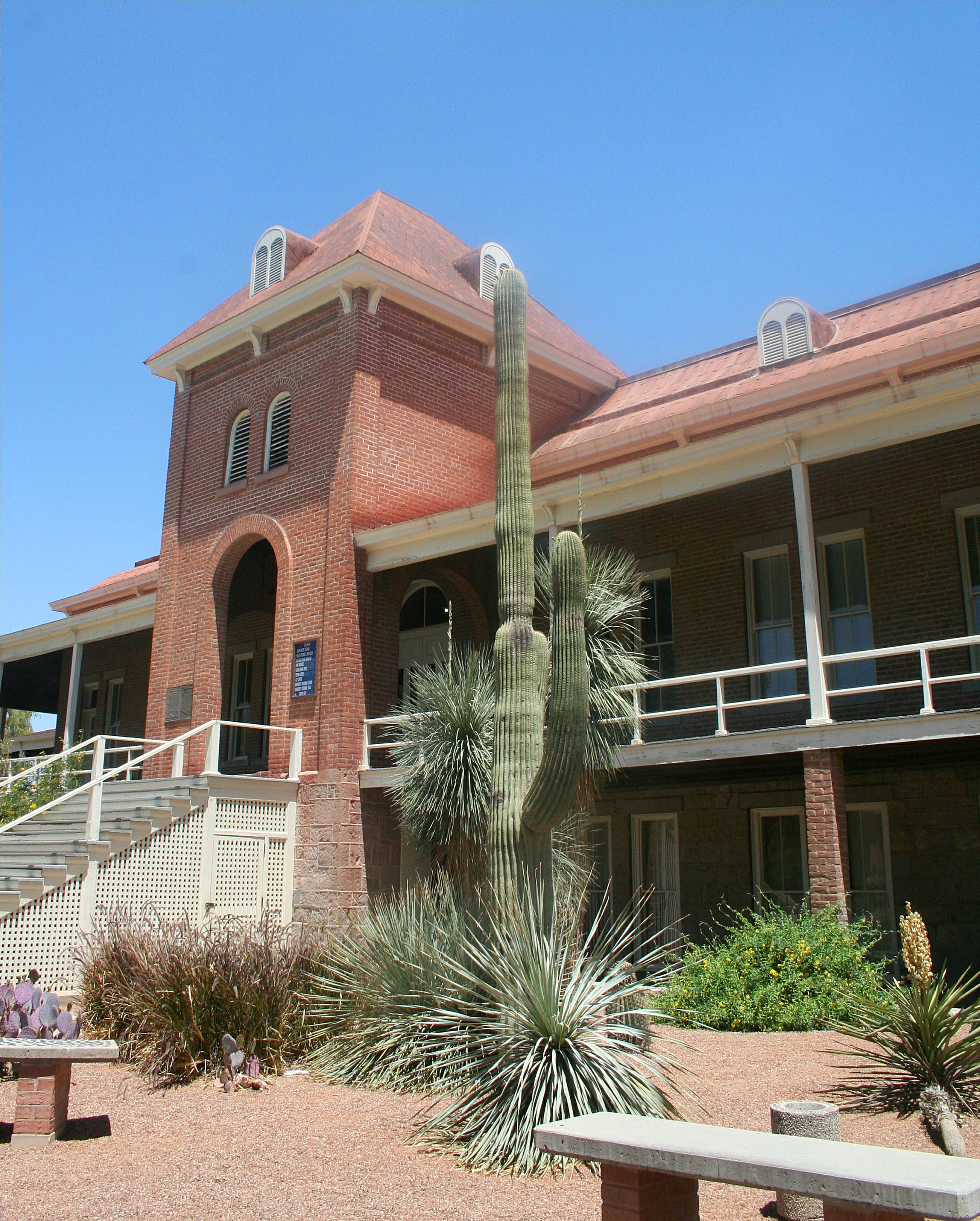
Gamla huvudbyggnaden Old Main

University of Arizona är ett av den amerikanska delstaten Arizonas tre statliga universitet. Det är beläget i Tucson, Arizona.
Universitet grundades 1885 och byggdes ursprungligen på mark som donerats av en saloonägare och två hasardspelare.  De första lektionerna ägde rum 1891 och skolan hade då 32 elever.  År 2005 var antalet studenter drygt 37 000.